# 나문재
나문재는 주로 바닷가 모래땅에서 자라는 한해살이풀이다. 한국, 일본, 중국, 동시베리아에 분포한다.

## 생김새
식물체에 털이 없고, 줄기가 곧게 자라며, 작은 가지가 많이 갈라진다. 키는 약 40~80센티미터이다. 빽빽하게 어긋나는 잎은 선형이며, 잎자루가 없고, 마르면 검은색으로 변하는 것이 특징이다. 녹색이나 녹황색을 띠는 꽃은 7~8월에 잎겨드랑이에서 1~2송이씩 피거나 가지 끝에서 이삭 모양으로 꽃차례를 이룬다. 다 익은 열매는 5장의 꽃덮개로 둘러싸여 있다. 씨는 납작한 바둑돌 모양이고 검은 색을 띤다.

## 쓰임새
어린순을 나물로 먹는다. 지상부를 염봉(鹽蓬)이라 부르며, 약으로 쓴다. 적취(積聚, 몸 안에 쌓인 기로 인하여 덩어리가 생겨서 아픈 병)를 제거하는 효능과, 열기를 식히는 청열(淸熱) 효능이 있다.